# José Yúnez
José Miguel Yúnez Parra  (Guayaquil, 8 de enero de 1959) fue el primer alcalde del Cantón Samborondón desde 1996 hasta 2019. Ha sido alcalde durante cinco ocasiones. siendo electo en las votaciones de 1996, 2000, 2004, 2009 y 2014, Se desempeñaba como Viceprefecto de la Provincia del Guayas, durante el mandato de Susana González Rosado.

## Biografía
Nació el 8 de enero de 1969, en la ciudad de Samborondón, Guayas. Hijo de Miguel Yúnez Zagia el primer presidente del Concejo Municipal de Samborondón, actualmente está casado con Sara María Cansing, y tiene cinco hijos, entre los que se encuentra Juan José Yúnez.